# Ehringshausen
Ehringshausen is een gemeente in de Duitse deelstaat Hessen, en maakt deel uit van de Lahn-Dill-Kreis.
Ehringshausen telt 9.432 inwoners.

## Geboren
- Kurt Reichmann (1940), draailierbouwer
- Dominik Stroh-Engel (1985), voetballer

Aßlar · Bischoffen · Braunfels · Breitscheid · Dietzhölztal · Dillenburg · Driedorf · Ehringshausen · Eschenburg · Greifenstein · Haiger · Herborn · Hohenahr · Hüttenberg · Lahnau · Leun · Mittenaar · Schöffengrund · Siegbach · Sinn · Solms · Waldsolms · Wetzlar